# Togarmà
En el Gènesi, capítol desè (Taula de les Nacions), Togarmà és fill de Gómer, fill de Jàfet i per tant, besnet de Noè.